# ワンピカード情報局
「ワンピカード情報局」（ワンピカードじょうほうきょく）は、株式会社バンダイが展開するトレーディングカードゲーム（TCG）『ONE PIECEカードゲーム』に関する情報を発信する日本のYouTubeチャンネルである。
主に新商品の情報、ルール解説、対戦動画、イベントレポート、公式大会の模様などを取り上げており、初心者から上級者まで幅広いプレイヤー層に向けてコンテンツを提供している。

## 概要
ワンピカード情報局は、2022年にスタートしたONE PIECEカードゲームの公式YouTubeチャンネルであり、同カードゲームのプロモーションとプレイヤーコミュニティの活性化を目的として運営されている。人気YouTuberやカードゲームプレイヤー、声優などがゲスト出演することも多く、親しみやすい雰囲気で情報が発信されているのが特徴。

## メンバー

### 現在のメンバー
| 名前                             | メンバーカラー | 生年月日               | 出身地                   | 血液型 | 身長  | 備考 |
| -------------------------------- | -------------- | ---------------------- | ------------------------ | ------ | ----- | --- |
| ギャビン（まかろにステーション） | 赤             | 1995年7月11日（30歳）  | アメリカ合衆国フロリダ州 | 型     | 185cm | 初期メンバー                                                                                               |
| オーワ・D・タカシ                | 緑             | 1988年11月22日（36歳） | 東京都                   | 不明   | 163cm | ONE PIECE大好きYouTuberとして、「オネガイシマス海賊団!!!」や「仲間がいるよTube!!!!」などにも出演している。 |
| 倉野尾成美（AKB48）              | 紫             | 2000年11月8日（24歳）  | 熊本県荒尾市             | A型    | 152cm | |

### 過去のメンバー
| 名前                           | メンバーカラー | 生年月日              | 出身地       | 血液型 | 身長  | 卒業日        | 備考                     |
| ------------------------------ | -------------- | --------------------- | ------------ | ------ | ----- | ------------- | ------------------------ |
| きたば（まかろにステーション） | 青             | 1995年12月3日（29歳） | 埼玉県川口市 | A型    | 178cm | 2025年4月28日 | 同コンビ解散とともに卒業 |

## 影響と評価
同チャンネルは、ONE PIECEカードゲームの普及とコミュニティ形成に大きく貢献しており、公式情報源として多くのファンに支持されている。新商品の発売に合わせた動画は高い再生数を記録し、SNSでも話題になることが多い。